# 拉姆施泰因-米森巴赫
拉姆施泰因-米森巴赫（德語：Ramstein-Miesenbach，發音：[ˈʁamʃtaɪn ˈmiːzn̩bax]）是德国莱茵兰-普法尔茨州凯撒斯劳滕县的城市，面积43.01平方千米，2023年12月31日人口为8,167人。
美国驻欧非空军總部設在该市的拉姆施泰因空军基地，是駐德美軍的大型設施之一。